# Un baiser papillon
Pour plus de détails, voir Fiche technique et Distribution.
Un baiser papillon est un film français réalisé par Karine Silla Pérez, sorti en 2011.

## Synopsis
Louis et Billie s'aiment passionnément ; un jour une terrible nouvelle vient chambouler leur vie ainsi que leur entourage : Billie a un cancer. Marie, l'amie de Billie, une actrice célèbre, s'acharne pour donner la vie tandis qu'Alice, son infirmière, combattante pour la liberté, lui maintient que la vie « C'est maintenant et dans l'instant ».

## Fiche technique
- Réalisation : Karine Silla Pérez
- Scénario : Karine Silla Pérez
- Photographie : Thomas Hardmeier
- Montage : Anny Danché
- Musique : Angelo Badalamenti
- Son : Vincent Goujon, Loïc Prian et Loïc Gourbe
- Supervision musicale : My Melody
- Décors : Jean-Vincent Puzos
- Costumes : Olivier Bériot
- Société de production : EuropaCorp
- Société de distribution : EuropaCorp Distribution (France)
- Pays d'origine :  France,  Royaume-Uni
- Durée : 101 min
- Date de sortie 
  -  France : 1er juin 2011

## Distribution
- Valeria Golino : Billie
- Elsa Zylberstein : Marie
- Vincent Perez : Louis
- Jalil Lespert : Paul
- Nicolas Giraud : Samuel
- Cécile de France : Alice
- Roxane Depardieu : Manon
- Iman Perez : Fleur
- Veronika Novak : Natalyia
- Serge Hazanavicius : Raphaël
- Edith Scob : Madeleine
- Jolhan Martin : Gabriel
- Catherine Hiegel : la mère de Marie
- Camille Thomas : la violoncelliste
- Abdellah Moundy : le patron chawarma
- Alaa Safi : l'homme des coulisses
- Anton Yakovlev : le souteneur
- Nicolas Le Riche : le professeur de danse
- Chloé Marq : l'amie de Fleur danse
- Joséphine Berry : Joséphine
- Jean-Paul Bonnaire : le gardien
- Bakary Sangaré : le chauffeur de taxi
- François Clavier : le médecin
- Sébastien Deux : l'homme homicide
- Jean-Luc Borras : le patron Béranger
- Benjamin Bellecour : Béranger
- Isabelle Sadoyan : la cliente du salon de coiffure
- Isabelle Van Brabant : la pianiste
- Laure Duthilleul : la psychiatre
- Jimmy Jean-Louis : l'homme au tableau
- Firmine Richard : l'infirmière
- Gérard Depardieu : le médecin de Manon